# 林德集团

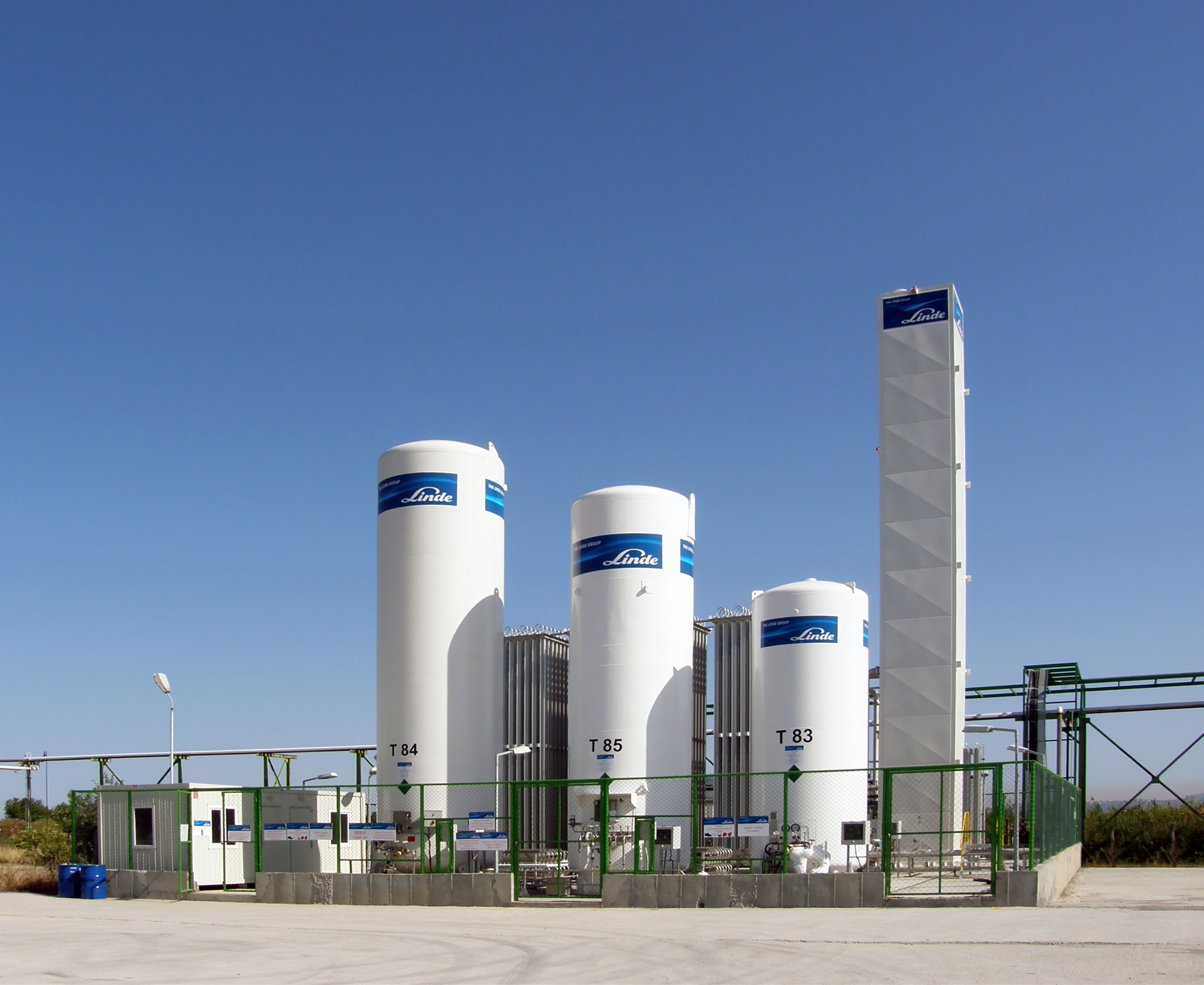
林德的一個工廠

林德集团（英語：The Linde Group）是一家位于德国慕尼黑的化学工业集团。由卡尔·冯林德创建于1879年，按市场份额是全球最大的工业气体集团，在德意志交易所和瑞士证券交易所同时上市，并被纳入DAX指数成分股，林德在全球100多个国家拥有超过600多家附属公司，在工业，零售，贸易，科技，研发和公共领域均有涉及。

## 合并
2017年6月2日林德集团和普莱克斯双方的董事会同意合併，创造出一家730亿美元的全球工业气体领导企业 林德股东每一股将可获得1.54股新公司股票，而普莱克斯股东的新旧换股比例为一比一，从而令二者在新公司的最终持股比例约为50:50。
2018年7月5日三菱化學控股旗下大阳日酸，同意以50億歐羅(約58.6億美元)收購普莱克斯在比利時、丹麥、法國、德國、愛爾蘭、意大利、荷蘭、挪威、葡萄牙、西班牙、瑞典及英國的工業氣體業務。